# Таба (контрольно-пропускной пункт)
Та́ба также Пропускной пункт Мена́хем Бе́гин (араб. معبر طابا‎; ивр. מעבר מנחם בגין‎; англ. Menachem Begin Crossing; ранее ивр. מעבר טאבה‎, англ. Taba Border Crossing) — международный пограничный контрольно-пропускной пункт на берегу Красного моря, соединяющий египетский город Таба и израильский Эйлат.

## История
Открыт 26 апреля 1982 года и в настоящее время это единственный КПП между Египтом и Израилем, через который туристы могут пересекать государственную границу. КПП находится у подножия горы Таллуль, а также рядом с бывшей деревней Нельсон и отелем «Сонеста» (англ.). Последние два прекратили свою деятельность после того, как Синай был возвращён Египту в обмен на нормализацию отношений. По условиям соглашения израильтянам разрешается посещать побережье Красного моря от Табы до Шарм-эш-Шейха (и монастырь св. Катерины) без визы на максимальный срок 14 дней. В 1999 году через терминал прошли рекордные 1 038 828 туриста и 89 422 транспортных средства.
Терминал открыт 24 часа в сутки, каждый день за исключением выходных Курбан-байрам и Йом-кипур.
В феврале 2014 года автобус, который вёз туристов в Монастырь св. Екатерины на Синае, взорвался в Табе вскоре после пересечения границы Израиля. Погибли три гражданина Южной Кореи и один египтянин, а 14 корейцев получили ранения. Происшествие было названо террористическим актом.
В сентябре 2016 года терминал с израильской стороны был переименован в «Пропускной пункт Менахем Бегин» в честь покойного премьер-министра, который подписал мирное соглашение между Израилем и Египтом.
КПП был закрыт на неделю в апреле 2017 года после бомбовых атак на коптские православные церкви в Египте.

## Израильский терминал
Израильский КПП был открыт в сентябре 1995 года и стоил $3 млн.

### Услуги в терминале
- Возможность пройти границу на автомобиле
- Пункт обмена валюты
- Магазин беспошлинной торговли «James Richardson»
- Кафе

### Транспортное сообщение
До израильского КПП можно доехать со стороны Израиля на автобусе Эгед № 15 с центральной автобусной станции Эйлата. Частные и арендованные автомобили могут пересекать границу через этот терминал. Однако арендованные автомобили могут оставаться только в пределах египетского приграничного терминала (включая парковки близлежащих отелей), в то время как частные автомобили могут ездить по Синаю после того, как на них поменяют номерные знаки, а также после регистрации и уплаты пошлины.

### Сборы за пересечение границы
Все путешествующие в Египет должны оплатить сбор за пересечение границы до выезда из Израиля. На октябрь 2023 года сумма сбора составляет 109 шекелей. Сумма сбора указывается в шекелях и обновляется раз в год (1 января) и привязана к так называемому Индексу потребительной корзины. При оплате сбора кредитной картой взимается комиссия 5 шекелей.
Все, кто едет в Египет, не должны платить какие-либо пограничные сборы (въездной сбор в Табу), если они не отдаляются более чем на 1 км от границы. Это означает, что сбор не платят те, кто останавливается в отелях Mövenpick Resort, Hilton Taba Resort или Radisson Blue Resort Taba. Эти туристы должны предъявить письменное подтверждение брони номера в одном из этих отелей на границе для освобождения от уплаты сбора.